# 南加里特薩縣
南加里特薩縣（西班牙語：Cantón Nangaritza），是厄瓜多爾的縣份，位於該國南部，由薩莫拉-欽奇佩省負責管轄，始建於1987年11月26日，面積2,096平方公里，2001年人口4,797，人口密度每平方公里2.29人。